# Donje Vrbno
Donje Vrbno (en serbe cyrillique : Доње Врбно) est un village de Bosnie-Herzégovine. Il est situé sur le territoire de la ville de Trebinje et dans la république serbe de Bosnie. Selon les premiers résultats du recensement bosnien de 2013, il ne compte plus aucun habitant.

## Géographie
Le village est situé au sud-ouest du lac de Bileća, un lac artificiel créé par la construction d'un barrage sur la Trebišnjica.
Il est entouré par les localités suivantes :
|        | Gornje Vrbno               |          |
| Budoši | Donje Vrbno                | Dubočani |
|        | Necvijeće Donje Grančarevo |          |

## Histoire
Deux bâtiments du village sont inscrits sur la liste provisoire des monuments nationaux de Bosnie-Herzégovine : l'église Saint-Jean et le bâtiment de l'ancienne école.

## Démographie

### Évolution historique de la population dans la localité
| 1948 | 1953 | 1961 | 1971 | 1981 | 1991 | 2013 |
| ---- | ---- | ---- | ---- | ---- | ---- | ---- |
| -    | -    | 97   | 67   | 31   | 18   | 0    |

|  |